# Ichijō Ietsune
Ichijō Ietsune (一条 家経?   22 de diciembre de 1248 – 8 de enero de 1294) fue un kugyō (cortesano japonés de clase alta) que vivió durante la era Kamakura. Fue miembro de la familia Ichijō (derivada del clan Fujiwara) e hijo del regente Ichijō Sanetsune.
En 1257 se convirtió en cortesano de clase alta con el rango jusanmi y en 1259 fue promovido al rango shōsanmi y nombrado gonchūnagon. En 1260 fue ascendido al rango junii y en 1262 al rango shōnii y como dainagon.
En 1267 fue nombrado naidaijin hasta 1269 cuando fue ascendido a udaijin y luego ese mismo año ascendido a sadaijin, hasta 1275. En 1270 fue promovido al rango juichii y en 1273 fue designado tutor imperial (tōgū no fu). En 1274 fue designado sesshō (regente) del joven Emperador Go-Uda, hasta 1275.
Como poeta, varias de sus poesías waka fueron incluidas en la antología poética Nijūichidaishū. También en 1275 realizó el concurso de poesía Sekkanke Tsukijusshu Utaawase (摂政家月十首歌合?), donde concursaban las familias de regentes del emperador (Sekkan-ke).
Tuvo como hijos al regente Ichijō Uchitsune, al cortesano Ichijō Iefusa y al monje budista Dōshō, entre otros.